# Államok vezetőinek listája 2004-ben
Ezen az oldalon a 2004-ben fennálló államok vezetőinek névsora olvasható földrészek, majd országok szerinti bontásban.

## Európa
| Ország                                       | Államfő | Kormányfő |
| -------------------------------------------- | --- | --- |
| Albánia · köztársaság                        | Alfred Moisiu (2002–2007), lista | Fatos Nano (2002–2005), lista |
| Andorra · parlamentáris társhercegség        | Jacques Chirac (1995–2007), lista Joan-Enric Vives i Sicília (2003–), lista Társhercegek listája | Marc Forné (1994–2005), lista |
| Ausztria · szövetségi köztársaság            | Thomas Klestil (1992–2004) Heinz Fischer (2004–2016), lista | Wolfgang Schüssel (2000–2007), szövetségi kancellár lista |
| Azerbajdzsán · köztársaság                   | İlham Əliyev (2003–), lista · * Hegyi-Karabah Köztársaság · Arkagyij Gukaszján (1997–2007), lista | Artur Rasizade (2003–2018), lista · * Hegyi-Karabah Köztársaság · Anushavan Danielján (1999–2007), lista |
| Belgium · parlamentáris monarchia            | II. Albert király (1993–2013) | Guy Verhofstadt (1999–2008), lista |
| Bosznia-Hercegovina · szövetségi köztársaság | A háromtagú Elnökség elnöke * Bosznia-hercegovinai Föderáció Niko Lozančić (2003–2007), lista * Bosznia-hercegovinai Szerb Köztársaság Dragan Cavić (2002–2006), lista * Nemzetközi főképviselő Paddy Ashdown (2002–2006)                                                   | Adnan Terzić (2002–2007), lista * Bosznia-hercegovinai Föderáció Ahmet Hadžipašić (2003–2007), lista * Bosznia-hercegovinai Szerb Köztársaság Dragan Mikerević (2003–2005), lista |
| Bulgária · köztársaság                       | Georgi Parvanov (2002–2012), lista | Szimeon Szakszokoburggocki (2001–2005), lista |
| Ciprus · köztársaság                         | Tásszosz Papadópulosz (2003–2008), lista · * Észak-Ciprus · Rauf Raif Denktaş (1976–2005), elnök | elnök tölti be a kormányfői posztot is · * Észak-Ciprus · Dervis Eroglu (1996–2004) · Mehmet Ali Talat (2004–2005), miniszterelnök |
| Csehország · köztársaság                     | Václav Klaus (2003–2013), lista | Vladimír Špidla (2002–2004) Stanislav Gross (2004–2005), lista |
| Dánia · parlamentáris monarchia              | II. Margit királynő (1972–2024) | Anders Fogh Rasmussen (2001–2009), lista · * Feröer · Anfinn Kallsberg (1998–2004) · Jóannes Eidesgaard (2004–2008), lista · * Grönland · Hans Enoksen (2002–2009), lista |
| Egyesült Királyság · parlamentáris monarchia | II. Erzsébet királynő (1952–2022) | Tony Blair (1997–2007), lista · * Észak-Írország · 2007-ig felfüggesztve, első miniszter · * Skócia · Jack McConnell (2001–2007), első miniszter · * Wales · Rhodri Morgan (2000–2009), első miniszter · * Gibraltár Egyesült Királyság külbirtoka · Francis Richards (2003–2006), kormányzó · Peter Caruana (1996–2011), főminiszter · * Guernsey Bailiffség koronabirtok · Sir John Paul Foley (2000–2005), alkormányzó · Sir de Vic Carey (1999–2005), lista · * Jersey Bailiffség koronabirtok · Sir John Cheshire (2001–2006), alkormányzó · Sir Philip Bailhache (1995–2009), főminiszter · * Man-sziget koronabirtok · Ian Macfadyen (2000–2005), alkormányzó · Richard Corkill (2001–2004) · Donald Gelling (2004–), lista |
| Észtország · köztársaság                     | Arnold Rüütel (2001–2006), lista | Juhan Parts (2003–2005), lista |
| Fehéroroszország · köztársaság               | Aljakszandr Lukasenka (1994–), lista | Szjarhej Szidorszki (2003–2010), lista |
| Finnország · köztársaság                     | Tarja Halonen (2000–2012), lista | Matti Vanhanen (2003–2010), lista · * Åland · Roger Nordlund (1999–2007) |
| Franciaország · köztársaság                  | Jacques Chirac (1995–2007), lista | Jean-Pierre Raffarin (2002–2005), lista |
| Görögország · köztársaság                    | Konsztantinosz Sztephanopulosz (1995–2005), lista * Athosz-hegyi Köztársaság autonóm vallási terület I. Bartolomeosz (1991–), Konstantinápoly ökumenikus patriarkája | Kosztasz Szimitisz (1996–2004) Kosztasz Karamanlisz (2004–2009), lista |
| Grúzia · köztársaság                         | Nino Burdzsanadze (2003–2004) · Miheil Szaakasvili (2004–2007), lista · * Abházia · Vlagyiszlav Ardzinba (1990–2005), lista · * Dél-Oszétia · Eduard Kokojti (2001–2011), lista · * Adzsaria · Aszlan Abasidze (1991–2004), lista                                           | Zurab Zsvania (2003–2005), lista · * Abházia · Raul Hadzsimba (2003–2004) · Nodar Khasba (2004–2005), lista · * Dél-Oszétia · Igor Szanakojev (2003–2005), lista |
| Hollandia · parlamentáris monarchia          | Beatrix királynő (1980–2013) | Jan Peter Balkenende (2002–2010), lista |
| Horvátország · köztársaság                   | Stjepan Mesić (2000–2010), lista | Ivo Sanader (2003–2009), lista |
| Izland · köztársaság                         | Ólafur Ragnar Grímsson (1996–2016), lista | Davíð Oddsson (1991–2004) Halldór Ásgrímsson (2004–2006), lista |
| Írország · köztársaság                       | Mary McAleese (1997–2011), lista | Bertie Ahern (1997–2008), lista |
| Lengyelország · köztársaság                  | Aleksander Kwaśniewski (1995–2005), lista | Leszek Miller (2001–2004) Marek Belka (2004–2005), lista |
| Lettország · köztársaság                     | Vaira Vīķe-Freiberga (1999–2007), lista | Einars Repše (2002–2004) Aigars Kalvītis (2004–2007), lista |
| Liechtenstein · alkotmányos monarchia        | II. János Ádám herceg (1989–) | Otmar Hasler (2001–2009), lista |
| Litvánia · köztársaság                       | Rolandas Paksas (2003–2004) Valdas Adamkus (2004–2009), lista | Algirdas Brazauskas (2001–2006), lista |
| Luxemburg · parlamentáris monarchia          | Henrik nagyherceg (2000–) | Jean-Claude Juncker (1995–2013), lista |
| Észak-Macedónia · köztársaság                | Borisz Trajkovszki (1999–2004) Branko Crvenkovski (2004–2009), lista | Branko Crvenkovszki (2002–2004) Vlado Bučkovski (2004–2006), lista |
| Magyarország · köztársaság                   | Mádl Ferenc (2000–2005), lista | Medgyessy Péter (2002–2004) Gyurcsány Ferenc (2004–2009), lista |
| Málta · köztársaság                          | Guido de Marco (1999–2004) Edward Fenech Adami (2004–2009), lista | Edward Fenech Adami (1998–2004) Lawrence Gonzi (2004–2013), lista |
| Moldova · köztársaság                        | Vlagyimir Voronyin (2001–2009), lista · * Dnyeszter Menti Köztársaság · Igor Szmirnov (1990–2011), kombinált lista · * Găgăuzia · Gheorghe Tabunscic (2002–2006) | Vasile Tarlev (2001–2008), lista |
| Monaco · alkotmányos monarchia               | III. Rainier herceg (1949–2005) | Patrick Leclercq (2000–2005), lista |
| Németország · szövetségi köztársaság         | Johannes Rau (1999–2004) Hors Köhler (2004–2010), lista | Gerhard Schröder (1998–2005), lista |
| Norvégia · parlamentáris monarchia           | V. Harald király (1991–) | Kjell Magne Bondevik (2001–2005), lista |
| Olaszország · köztársaság                    | Carlo Azeglio Ciampi (1999–2006), lista | Silvio Berlusconi (2001–2006), lista |
| Oroszország · szövetségi köztársaság         | Vlagyimir Putyin (1999–2008), lista | Mihail Kaszjanov (2000–2004) Mihail Fradkov (2004–2007), lista |
| Örményország · köztársaság                   | Robert Kocsarján (1998–2008), lista | Andranik Margarján (2000–2007), lista |
| Portugália · köztársaság                     | Jorge Sampaio (1996–2006), lista | José Manuel Barroso (2002–2004) Pedro Santana Lopes (2004–2005), lista |
| Románia · köztársaság                        | Ion Iliescu (2000–2004) Traian Băsescu (2004–2014), lista | Adrian Năstase (2000–2004) Călin Popescu-Tăriceanu (2004–2008), lista |
| San Marino · köztársaság                     | Giovanni Lonfernini és Valeria Ciavatta (2003–2004) Paolo Bollini és Marino Riccardi (2004) Giuseppe Arzilli és Roberto Raschi (2004–2005), régenskapitányok | a két régenskapitány egyben kormányfő is |
| Spanyolország · parlamentáris monarchia      | I. János Károly király (1975–2014) | José María Aznar (1996–2004) José Luis Rodríguez Zapatero (2004–2011), lista |
| Svájc · konföderáció                         | Szövetségi Tanács * Moritz Leuenberger (1995–2010) * Pascal Couchepin (1998–2009) * Joseph Deiss (1999–2006), elnök * Samuel Schmid (2000–2008) * Micheline Calmy-Rey (2002–2011) * Christoph Blocher (2003–2007) * Hans-Rudolf Merz (2003–2010)                            | A Szövetségi Tanács látja el a kormányzati feladatokat is |
| Svédország · parlamentáris monarchia         | XVI. Károly Gusztáv király (1973–) | Göran Persson (1996–2006), lista |
| Szerbia és Montenegró · köztársaság          | Svetozar Marović (2003–2006) · * Szerbia · Boris Tadić (2003–2012), lista · ** Koszovó nemzetközi igazgatás · Ibrahim Rugova (2002-2006) · ENSZ-különmegbízott · Harri Holkeri (2003–2004) · Søren Jessen-Petersen (2004–2006) · * Montenegró · Filip Vujanović (2003–2018) | Svetozar Marović (2003–2006) · * Szerbia · Vojislav Koštunica lista · ** Koszovó nemzetközi igazgatás · Bajram Rexhepi (2002–2004) · Ramush Haradinaj (2004–2005) · * Montenegró · Milo Đjukanović (2002–2006) |
| Szlovákia · köztársaság                      | Rudolf Schuster (1999–2004) Ivan Gašparovič (2004–2014), lista | Mikuláš Dzurinda (1998–2006), lista |
| Szlovénia · köztársaság                      | Janez Drnovšek (2002–2007), lista | Anton Rop (2002–2004) Janez Janša (2004–2008), lista |
| Ukrajna · köztársaság                        | Leonyid Kucsma (1994–2005), lista * Krím Borisz Davidovics Deich (2002–2006) | Viktor Janukovics (2002–2005), lista * Krím Szerhij Volodimirovics Kunicin (2002–2005), lista |
| Vatikán · teokratikus monarchia              | II. János Pál pápa (1978–2005) | Angelo Sodano (1990–2006), lista |

## Afrika
| Ország                                        | Államfő | Kormányfő |
| --------------------------------------------- | --- | --- |
| Algéria · köztársaság                         | Abd el-Azíz Buteflíka (1999–2019), lista | Ahmed Ujahía (2003–2006), lista |
| Angola · köztársaság                          | José Eduardo dos Santos (1979–2017), lista | Fernando da Piedade Dias dos Santos (2002–2008), lista                                                                              |
| Benin · köztársaság                           | Mathieu Kérékou (1996–2006), lista | elnök tölti be a kormányfői beosztást is                                                                                            |
| Bissau-Guinea · köztársaság                   | Henrique Rosa (2003–2005), lista | Artur Sanhá (2003–2004) Carlos Gomes Júnior (2004–2005), lista                                                                      |
| Botswana · köztársaság                        | Festus Mogae (1998–2008), lista | elnök tölti be a kormányfői beosztást is                                                                                            |
| Burkina Faso · köztársaság                    | Blaise Compaoré (1987–2014), lista | Paramanga Ernest Yonli (2000–2007), lista                                                                                           |
| Burundi · köztársaság                         | Domitien Ndayizeye (2003–2005), lista | elnök tölti be a kormányfői posztot is                                                                                              |
| Comore-szigetek · köztársaság                 | Azali Assoumani (1999–2006), lista * Anjouan Mohamed Bacar (2001–2008), lista * Grande Comore Abdú Soulé Elbak (2002–2007), lista * Mohéli Mohamed Száid Fazul (2002–2007), lista                                                                      | elnök tölti be a kormányfői posztot is                                                                                              |
| Csád · köztársaság                            | Idriss Déby (1990–2021), lista | Moussa Faki (2003–2005), lista |
| Dél-afrikai Köztársaság · köztársaság         | Thabo Mbeki (1999–2008), lista | elnök tölti be a kormányfői beosztást is                                                                                            |
| Dzsibuti · köztársaság                        | Ismail Omar Guelleh (1999–), lista | Dileita Mohamed Dileita (2001–2013), lista                                                                                          |
| Egyenlítői-Guinea · köztársaság               | Teodoro Obiang Nguema Mbasogo (1979–), lista | Cándido Muatetema Rivas (2001–2004) Miguel Abia Biteo Boricó (2004–2006), lista                                                     |
| Egyiptom · köztársaság                        | Hoszni Mubárak (1981–2011), lista | Atef Ebeid (1999–2004) Ahmed Nazíf (2004–2011), lista                                                                               |
| Elefántcsontpart · köztársaság                | Laurent Gbagbo (2000–2011), lista | Seydou Diarra (2003–2005), lista |
| Eritrea · köztársaság                         | Isaias Afewerki (1991–), lista | elnök tölti be a kormányfői posztot is                                                                                              |
| Etiópia · köztársaság                         | Girma Wolde-Giorgis (2001–2013), lista | Meles Zenawi (1995–2012), lista |
| Gabon · köztársaság                           | Omar Bongo (1967–2009), lista | Jean-François Ntoutoume Emane (1999–2006), lista                                                                                    |
| Gambia · köztársaság                          | Yahya Jammeh (1994–2017), lista | elnök tölti be a kormányfői posztot is                                                                                              |
| Ghána · köztársaság                           | John Kufuor (2001–2009), lista | elnök tölti be a kormányfői posztot is                                                                                              |
| Guinea · köztársaság                          | Lansana Conté (1984–2008), lista | Lamine Sidimé (1999–2004) Cellou Dalein Diallo (2004–2006), lista                                                                   |
| Kamerun · köztársaság                         | Paul Biya (1982–), lista | Peter Mafany Musonge (1996–2004) Ephraïm Inoni (2004–2009), lista                                                                   |
| Kenya · köztársaság                           | Mwai Kibaki (2002–2013), lista | elnök tölti be a kormányfői posztot is                                                                                              |
| Kongói Köztársaság · köztársaság              | Denis Sassou-Nguesso (1997–), lista | elnök tölti be a kormányfői posztot is                                                                                              |
| Kongói Demokratikus Köztársaság · köztársaság | Joseph Kabila (2001–2019), lista | elnök tölti be a kormányfői posztot is                                                                                              |
| Közép-afrikai Köztársaság · köztársaság       | François Bozizé (2003–2013), lista | Célestin Gaombalet (2003–2005), lista                                                                                               |
| Lesotho · alkotmányos monarchia               | III. Letsie király (1996–) | Pakalitha Mosisili (1998–2012), lista                                                                                               |
| Libéria · köztársaság                         | Gyude Bryant a Nemzeti Átmeneti Kormány elnöke, (2003–2006), lista | elnök tölti be a kormányfői posztot is                                                                                              |
| Líbia köztársaság                             | Moammer Kadhafi (1969–2011), valódi országvezető Muhammad az-Zanáti (1992–2008), névleges államfő | Súkri Gánem (2003–2006), lista |
| Madagaszkár · köztársaság                     | Marc Ravalomanana (2002–2009), lista | Jacques Sylla (2002–2007), lista |
| Malawi · köztársaság                          | Bakili Muluzi (1994–2004) Bingu wa Mutharika (2004–2012), lista | elnök tölti be a kormányfői posztot is                                                                                              |
| Mali · köztársaság                            | Amadou Toumani Touré (2002–2012), lista | Ahmed Mohamed Ag Hamani (2002–2004) Ousmane Issoufi Maïga (2004–2007), lista                                                        |
| Marokkó · alkotmányos monarchia               | VI. Mohammed király (1999–) · * Nyugat-Szahara · Mohamed Abd el-Azíz (1976–2016) | Drisz Zsettu (2002–2007), lista · * Nyugat-Szahara · Abd el-Káder Táleb Umar (2003–2018), lista                                     |
| Mauritánia · köztársaság                      | Maaouya Uld Sid'Ahmed Taya (1984–2005), lista | Sghair Uld M'Bareck (2003–2005), lista                                                                                              |
| Mauritius · köztársaság                       | Anerood Jugnauth (2003–2012), lista * Rodrigues Serge Clair (2003–2006), főbiztos | Paul Bérenger (2003–2005), lista * Rodrigues Claude Wong So (2002–2004) Jean-Claude Pierre-Louis (2004–2010), főminiszter           |
| Mozambik · köztársaság                        | Joaquim Chissano (1986–2005), lista | Pascoal Mocumbi (1994–2004) Luisa Diogo (2004–2010), lista                                                                          |
| Namíbia · köztársaság                         | Sam Nujoma (1990–2005), lista | Theo-Ben Gurirab (2002–2005), lista                                                                                                 |
| Niger · köztársaság                           | Tandja Mamadou (1999–2010), lista | Hama Amadou (2000–2007), lista |
| Nigéria · köztársaság                         | Olusegun Obasanjo (1999–2007), lista | elnök tölti be a kormányfői posztot is                                                                                              |
| Ruanda · köztársaság                          | Paul Kagame (2000–), lista | Bernard Makuza (2000–2011), lista                                                                                                   |
| São Tomé és Príncipe · köztársaság            | Fradique de Menezes (2003–2011), lista | Maria das Neves (2002–2004) Damião Vaz d'Almeida (2004–2005), lista * Príncipe (régió) Zeferino dos Prazeres (2002–2006), kormányfő |
| Seychelle-szigetek · köztársaság              | France-Albert René (1977–2004) James Michel (2004–2016), lista | elnök tölti be a kormányfői posztot is                                                                                              |
| Sierra Leone · köztársaság                    | Ahmad Tejan Kabbah (1998–2007), lista | elnök tölti be a kormányfői posztot is                                                                                              |
| Szenegál · köztársaság                        | Abdoulaye Wade (2000–2012), lista | Idrissa Seck (2002–2004) Macky Sall (2004–2007), lista                                                                              |
| Szomália · köztársaság                        | Abdiqasim Salad Hassan (2000–2004) · Abdullahi Yusuf Ahmed (2004–2008), lista · * Szomáliföld · Dahir Riyale Kahin (2002–2010), Szomáliföld elnöke · * Puntföld · Abdullahi Juszuf Ahmed (2002–2004) · Mohamed Abdi Hashi (2004–2005), Puntföld elnöke | Muhammad Abdi Juszuf (2003–2004) Ali Mohammed Ghedi (2004–2007), lista                                                              |
| Szudán · köztársaság                          | Omar el-Basír (1989–2019), lista | elnök tölti be a kormányfői posztot is                                                                                              |
| Szváziföld · abszolút monarchia               | III. Mswati király (1986–) | Themba Dlamini (2003–2008), lista                                                                                                   |
| Tanzánia · köztársaság                        | Benjamin Mkapa (1995–2005), lista · * Zanzibár · Amani Abeid Karume (2000–2010), elnök | Frederick Sumaye (1995–2005), lista · * Zanzibár · Shamsi Vuai Nahodha (2000–2010), főminiszter                                     |
| Togo · köztársaság                            | Gnassingbe Eyadema (1967–2005), lista | Koffi Sama (2002–2005), lista |
| Tunézia · köztársaság                         | Zín el-Ábidín ben Ali (1987–2011), lista | Mohamed Gannúsi (1999–2011), lista                                                                                                  |
| Uganda · köztársaság                          | Yoweri Museveni (1986–), lista | Apolo Nsibambi (1999–2011), lista                                                                                                   |
| Zambia · köztársaság                          | Levy Mwanawasa (2002–2008), lista | elnök tölti be a kormányfői posztot is                                                                                              |
| Zimbabwe · köztársaság                        | Robert Mugabe (1987–2017), lista | elnök tölti be a kormányfői posztot is                                                                                              |
| Zöld-foki Köztársaság · köztársaság           | Pedro Pires (2001–2011), lista | José Maria Neves (2001–), lista |

## Dél-Amerika
| Ország                  | Államfő                                      | Kormányfő                               |
| ----------------------- | -------------------------------------------- | --------------------------------------- |
| Argentína · köztársaság | Néstor Kirchner (2003–2007), lista           | elnök tölti be a kormányfői posztot is  |
| Bolívia · köztársaság   | Carlos Mesa (2003–2005), lista               | elnök tölti be a kormányfői posztot is  |
| Brazília · köztársaság  | Luiz Inácio Lula da Silva (2003–2011), lista | elnök tölti be a kormányfői posztot is  |
| Chile · köztársaság     | Ricardo Lagos (2000–2006), lista             | elnök tölti be a kormányfői posztot is  |
| Ecuador · köztársaság   | Lucio Gutiérrez (2003–2005), lista           | elnök tölti be a kormányfői posztot is  |
| Guyana · köztársaság    | Bharrat Jagdeo (1999–2011), lista            | Sam Hinds (1999–2015), lista            |
| Kolumbia · köztársaság  | Álvaro Uribe (2002–2010), lista              | elnök tölti be a kormányfői posztot is  |
| Paraguay · köztársaság  | Nicanor Duarte Frutos (2003–2008), lista     | elnök tölti be a kormányfői posztot is  |
| Peru · köztársaság      | Alejandro Toledo (2001–2006), lista          | Carlos Ferrero Costa (2003–2005), lista |
| Suriname · köztársaság  | Ronald Venetiaan (2000–2010), lista          | elnök tölti be a kormányfői posztot is  |
| Uruguay · köztársaság   | Jorge Batlle (2000–2005), lista              | elnök tölti be a kormányfői posztot is  |
| Venezuela · köztársaság | Hugo Chávez (1999–2013), lista               | elnök tölti be a kormányfői posztot is  |

## Észak- és Közép-Amerika
| Ország                                                          | Államfő | Kormányfő                                                                          |
| --------------------------------------------------------------- | --- | ---------------------------------------------------------------------------------- |
| Amerikai Egyesült Államok                                       | George W. Bush (2001–2009), lista · * Puerto Rico · Az USA társult állama · Sila María Calderón kormányzó, (2001–2005), lista · * Amerikai Virgin-szigetek · Az USA társult állama · Charles Turnbull kormányzó, (1999–2007), lista | elnök tölti be a kormányfői posztot is                                             |
| Anguilla · Nagy-Britannia tengerentúli területe                 | II. Erzsébet királynő Anguilla királynője Peter Johnston (2000–2004) Allen Huckle (2004–2006), kormányzó | Osbourne Fleming (2000–2010), lista                                                |
| Antigua és Barbuda · parlamentáris monarchia                    | II. Erzsébet Antigua és Barbuda királynője (1981–2022) James Carlisle (1993–2007), főkormányzó | Lester Bird (1994–2004) Baldwin Spencer (2004–2014), lista                         |
| Aruba · parlamentáris monarchia                                 | Beatrix holland királynő Aruba királynője (1980–2013) Olindo Koolman (1992–2004) Fredis Refunjol (2004–2017), főkormányzó | Nelson Oduber (2001–2009), lista                                                   |
| Bahama-szigetek · parlamentáris monarchia                       | II. Erzsébet királynő a Bahama-szigetek királynője (1973–2022) Ivy Dumont (2001–2005), főkormányzó | Perry Christie (2002–2007), lista                                                  |
| Barbados · parlamentáris monarchia                              | II. Erzsébet királynő Barbados királynője (1966–2021) Clifford Husbands (1996–2011), főkormányzó | Owen Arthur (1994–2008), lista                                                     |
| Belize · parlamentáris monarchia                                | II. Erzsébet királynő Belize királynője (1981–2022) Colville Young (1993–2021), főkormányzó | Szaid Musza (1998–2008), lista                                                     |
| Bermuda · Nagy-Britannia külbirtoka                             | II. Erzsébet királynő Bermuda királynője (1968–2022) John Vereker (2002–2007), kormányzó | William Alexander Scott (2003–2006), lista                                         |
| Costa Rica · köztársaság                                        | Abel Pacheco (2002–2006), lista | elnök tölti be a kormányfői posztot is                                             |
| Dominikai Közösség · köztársaság                                | Nicholas Liverpool (2003–2012), lista | Pierre Charles (2000–2004) Roosevelt Skerrit (2004–), lista                        |
| Dominikai Köztársaság · köztársaság                             | Hipólito Mejía (2000–2004) Leonel Fernández (2004–2012), lista | elnök tölti be a kormányfői posztot is                                             |
| Salvador · köztársaság                                          | Francisco Flores (1999–2004) Antonio Saca (2004–2009), lista | elnök tölti be a kormányfői posztot is                                             |
| Grenada · parlamentáris monarchia                               | II. Erzsébet királynő Grenada királynője (1974–2022) Sir Daniel Williams (1996–2008), főkormányzó | Keith Mitchell (1995–2008), lista                                                  |
| Guatemala · köztársaság                                         | Alfonso Portillo (2000–2004) Óscar Berger (2004–2008), lista | elnök tölti be a kormányfői posztot is                                             |
| Haiti · köztársaság                                             | Jean-Bertrand Aristide (2001–2004) Boniface Alexandre (2004–2006), lista | Yvon Neptune (2002–2004) Gérard Latortue (2004–2006), lista                        |
| Holland Antillák · Hollandia külterülete                        | Beatrix királynő Hollandia királynője (1980–2012) Frits Goedgedrag (2002–2010), kormányzó | Mirna Louisa-Godett (2003–2004) Etienne Ys (2004–2006), lista                      |
| Honduras · köztársaság                                          | Ricardo Maduro (2002–2006), lista | elnök tölti be a kormányfői posztot is                                             |
| Jamaica · parlamentáris monarchia                               | II. Erzsébet királynő Jamaica királynője (1962–2022) Sir Howard Cooke (1991–2006), főkormányzó | P. J. Patterson (1992–2006), lista                                                 |
| Kanada · parlamentáris monarchia                                | II. Erzsébet királynő Kanada királynője (1952–2022) Adrienne Clarkson (1995–2005), főkormányzó | Paul Martin (2003–2006), lista                                                     |
| Kuba · népköztársaság                                           | Fidel Castro (1965–2011), pártfőtitkár Fidel Castro (1976–2008), elnök | Fidel Castro (1959–2008), lista                                                    |
| Mexikó · köztársaság                                            | Vicente Fox (2000–2006), lista | elnök tölti be a kormányfői posztot is                                             |
| Nicaragua · köztársaság                                         | Enrique Bolaños (2002–2007), lista | elnök tölti be a kormányfői posztot is                                             |
| Panama · köztársaság                                            | Mireya Moscoso (1999–2004) Martín Torrijos (2004–2009), lista | elnök tölti be a kormányfői posztot is                                             |
| Saint Kitts és Nevis · parlamentáris monarchia                  | II. Erzsébet királynő Szent Kitts és Nevis királynője (1983–2022) Sir Cuthbert Sebastian (1996–2012), főkormányzó * Nevis Eustace John (1994–2017), főkormányzó-helyettes                                                           | Denzil Douglas (1995–2015), lista * Nevis Vance Amory (1992–2006), főminiszter     |
| Saint Lucia · parlamentáris monarchia                           | II. Erzsébet királynő Szent Lucia királynője (1979–2022) Dáma Pearlette Louisy (1997–2017), főkormányzó | Kenny Anthony (1997–2006), lista                                                   |
| Saint-Pierre és Miquelon Franciaország külbirtoka               | Claude Valleix (2002–2005), prefektus | Marc Plantegenest (2000–2005), Saint Pierre és Miquelon területi tanácsának elnöke |
| Saint Vincent és a Grenadine-szigetek · parlamentáris monarchia | II. Erzsébet királynő Saint Vincent királynője (1979–2022) Sir Frederick Ballantyne (2002–2019), főkormányzó | Ralph Gonsalves (2001–), lista                                                     |
| Trinidad és Tobago · köztársaság                                | George Maxwell Richards (2003–2013), lista | Patrick Manning (2001–2010), lista                                                 |
| Turks- és Caicos-szigetek · az Egyesült Királyság külbirtoka    | Jim Poston (2002–2005), lista | Michael Misick (2003–2009), lista                                                  |

## Ázsia
| Ország                                          | Államfő | Kormányfő |
| ----------------------------------------------- | --- | --- |
| Afganisztán · köztársaság                       | Hámid Karzai (2001–2014), lista | elnök tölti be a kormányfői posztot is |
| Bahrein · alkotmányos monarchia                 | Hamad király (1999–) | Halífa ibn Szalmán Ali Halífa (1970–2020), lista |
| Banglades · köztársaság                         | Iajuddin Ahmed (2002–2009), lista | Khaled Zia (2001–2006), lista |
| Bhután · abszolút monarchia                     | Dzsigme Szingye Vangcsuk király (1972–2006) | Dzsigme Thinlej (2003–2004) Jesej Dzimba (2004–2005), lista |
| Brunei · abszolút monarchia                     | Hassanal Bolkiah szultán (1967–) | a szultán tölti be a kormányfői posztot is |
| Dél-Korea · köztársaság                         | No Muhjon (2003–2008), lista | Ko Gon (2003–2004) I Hecshan (2004–2006), lista |
| Egyesült Arab Emírségek · abszolút monarchia    | Zájed bin Szultán Ál Nahján (1974–2004) Halífa bin Zájed Ál Nahaján (2004–2022), lista * Abu-Dzabi Zájed bin Szultán Ál Nahján (1971–2004) Halífa bin Zájed Ál Nahaján (2004–2022) * Adzsmán Humajd ibn Rásid an-Nuajmi (1981–) * Dubaj Maktúm bin Rásid Ál Maktúm (1990–2006) * Fudzsejra Hamad ibn Muhammad as-Sarki (1974–) * Rász el-Haima Szakr ibn Muhammad al-Kászimi (1948–2010) * Sardzsa Szultán ibn Muhammad al-Kászimi (1987–) * Umm al-Kajvajn Rásid ibn Ahmad al-Mualla (1981–2009) | Maktúm bin Rásid Ál Maktúm (1990–2006), lista |
| Észak-Korea · népköztársaság                    | Kim Dzsongil (1993–2011), országvezető Kim Dzsongil (1997–2011), pártfőtitkár Kim Jongnam (1998–2019), Legfelső Népi Gyűlés elnöke | Pak Pongdzsu (2003–2007), lista |
| Fülöp-szigetek · köztársaság                    | Gloria Macapagal-Arroyo (2001–2010), lista * Mindanao Parouk Hussin (2001–2005), kormányzó | elnök tölti be a kormányfői posztot is |
| India · köztársaság                             | Abdul Kalam (2002–2007), lista | Atal Behari Vajpayee (1998–2004) Manmohan Szingh (2004–2014), lista |
| Indonézia · köztársaság                         | Megawati Sukarnoputri (2001–2004) Susilo Bambang Yudhoyono (2004–2014), lista | elnök tölti be a kormányfői posztot is |
| Irak köztársaság 2003–2004-ben megszállás alatt | Nemzetközi adminisztrátor Paul Bremer (2003–2004) Gázi Mászál Ázsil ál-Jáver (2004–2005), lista | * Adnan Pacsacsi, az Iraki Kormányzótanács elnöke (2004) * Mohszen Abdel Hamid, az Iraki Kormányzótanács elnöke (2004) * Mohammad Bahr al-Ulloum, az Iraki Kormányzótanács elnöke (2004) * Mászúd Bárzáni, az Iraki Kormányzótanács elnöke (2004) * Ezzedine Szalim, az Iraki Kormányzótanács elnöke (2004) * Gázi Mászál Ázsil ál-Jáver, az Iraki Kormányzótanács elnöke (2004) Ijád Állávi (2004–2005), lista |
| Irán · köztársaság                              | Ali Hámenei (1989–), legfelsőbb vallási-szellemi vezető Mohammad Khatami (1997–2005), elnök | elnök tölti be a kormányfői posztot is |
| Izrael · köztársaság                            | Móse Kacav (2000–2007), lista | Aríél Sárón (2001–2006), lista |
| Japán · parlamentáris monarchia                 | Akihito japán császár (1989–2019) | Koizumi Dzsunicsiró (2001–2006), lista |
| Jemen · köztársaság                             | Ali Abdulláh Száleh (1978–2012), lista | Abd al-Kádir Bádzsamál (2001–2007), lista |
| Jordánia · alkotmányos monarchia                | II. Abdulláh király (1999–) | Faiszál al-Fajez (2003–2005), lista |
| Kambodzsa · parlamentáris monarchia             | Norodom Szihanuk király (1993–2004) Norodom Szihamoní király (2004–) | Hun Szen (1985–2023), lista |
| Katar · abszolút monarchia                      | Hamad ibn Halífa Ál Száni emír (1995–2013) | Abdulláh ibn Halífa Ál Száni (1996–2007), lista |
| Kazahsztán · köztársaság                        | Nurszultan Nazarbajev (1990–2019), lista | Danijal Ahmetov (2003–2007), lista |
| Kelet-Timor · köztársaság                       | Xanana Gusmão (2002–2007), lista | Mari Alkatiri (2001–2006), lista |
| Kína · népköztársaság                           | Hu Csin-tao (2002–2012), pártfőtitkár Hu Csin-tao (2003–2013), elnök | Ven Csia-pao (2003–2013), lista · * Hongkong · Tung Csi-va (1997–2005), főminiszter · * Makaó · Edmund Ho (1999–2009), főminiszter |
| Kirgizisztán · köztársaság                      | Aszkar Akajev (1990–2005), lista | Nyikolaj Tanajev (2002–2005), lista |
| Kuvait · alkotmányos monarchia                  | Dzsábir al-Ahmed al-Dzsábir asz-Szabáh emír (1977–2006) | Szabáh al-Ahmed al-Dzsábir asz-Szabáh (2003–2006), lista |
| Laosz · népköztársaság                          | Khamtaj Sziphandon (1992–2006) pártfőtitkár Khamtaj Sziphandon (1998–2006) elnök | Boungnang Voracsith (2001–2006), lista |
| Libanon · köztársaság                           | Émile Lahoud (1998–2007), lista | Rafik ál-Háriri (2000–2004) Omár Kárámi (2004–2005), lista |
| Malajzia · parlamentáris monarchia              | Tuanku Syed Sirajuddin szultán (2001–2006) | Abdullah Ahmad Badawi (2003–2009), lista |
| Maldív-szigetek · köztársaság                   | Maumoon Abdul Gayoom (1978–2008), lista | elnök tölti be a kormányfői posztot is |
| Mianmar · köztársaság                           | Than Sve (1992–2011), lista | Khin Njunt (2003–2004) Szou Vin (2004–2007), lista |
| Mongólia · köztársaság                          | Nacagín Bagabandi (1997–2005), lista | Nambarín Enkbajar (2000–2004) Cahiagín Elbegdordzs (2004–2006), lista |
| Nepál · alkotmányos monarchia                   | Dnyánendra nepáli király (2001–2008) | Szurja Bahadur Thapa (2003–2004) Ser Bahadur Deuba (2004–2005), lista |
| Omán · abszolút monarchia                       | Kábúsz ibn Szaíd ománi szultán (1970–2020) | a szultán tölti be a miniszterelnöki posztot is |
| Pakisztán · köztársaság                         | Pervez Musarraf (2001–2008), lista | Zafarullah Kán Dzsamali (2002–2004) Saukat Aziz (2004–2007), lista |
| Palesztina · köztársaság                        | Jasszer Arafat (1994–2004) Rauhi Fattúh (2004–2005), lista | Ahmed Kurej (2003–2006), lista |
| Srí Lanka · köztársaság                         | Chandrika Kumaratunga (1994–2005), lista | Ranil Wickremesinghe (2001–2004) Mahinda Rajapakse (2004–2005), lista |
| Szaúd-Arábia · abszolút monarchia               | Fahd király (1982–2005) | A király egyben a kormányfő is |
| Szingapúr · köztársaság                         | Sellapan Ramanathan (1999–2011), lista | Goh Chok Tong (1990–2004) Li Hszien Lung (2004–2024), lista |
| Szíria · köztársaság                            | Bassár el-Aszad (2000–2024), lista | Muhammad Nádzsi al-Otari (2003–2011), lista |
| Tajvan · köztársaság                            | Chen Shui-bian (2000–2008), lista | Yu Shyi-kun (2002–2005), lista |
| Tádzsikisztán · köztársaság                     | Emomali Rahmon (1992–), lista | Oqil Oqilov (1999–), lista * Gorno-Badahsáni autonóm terület Alimamad Nijozmamadov (1994–2006), kormányfő |
| Thaiföld · parlamentáris monarchia              | Bhumibol Aduljadezs király (1946–2016) | Thakszin Csinavat (2001–2006), lista |
| Törökország · köztársaság                       | Ahmet Necdet Sezer (2000–2007), lista | Recep Tayyip Erdoğan (2003–2014), lista |
| Türkmenisztán · köztársaság                     | Saparmyrat Nyýazow (1990–2006), lista | elnök tölti be a kormányfői posztot is |
| Üzbegisztán · köztársaság                       | Islom Karimov (1991–2016), lista | Shavkat Mirziyoyev (2003–2016), lista |
| Vietnám · népköztársaság                        | Nong Duc Manh (2001–2011), pártfőtitkár Tran Duc Luong (1997–2006), államfő | Phan Van Khai (1997–2006), lista |

## Óceánia
| Ország                                            | Államfő | Kormányfő |
| ------------------------------------------------- | --- | --- |
| Amerikai Szamoa · USA külbirtok                   | Togiola Tulafono (2003–2012), kormányzó | kormányzó tölti be a kormányfői posztot is |
| Ausztrália · parlamentáris monarchia              | II. Erzsébet Ausztrália királynője (1952–2022) · Michael Jeffery (2003–2008), főkormányzó · * Karácsony-sziget Ausztrália külterülete · Evan Williams (2003–2005), adminisztrátor · * Kókusz (Keeling)-szigetek Ausztrália külterülete · Evan Williams (2003–2005), adminisztrátor · * Norfolk-sziget Ausztrália külbirtoka · Grant Tambling (2003–2007), adminisztrátor | John Howard (1996–2007), lista |
| Északi-Mariana-szigetek · USA külbirtok           | George W. Bush elnök, (2001–2009) Juan Babauta (2002–2006), kormányzó | kormányzó tölti be a kormányfői posztot is |
| Fidzsi-szigetek · köztársaság                     | Ratu Josefa Iloilo (2000–2009), lista | Laisenia Qarase (2001–2006), lista |
| Francia Polinézia · Franciaország külterülete     | Michel Mathieu (2001–2005), főbiztos | Gaston Flosse (1991–2004) Oscar Temaru (2004) Gaston Flosse (2004–2005), lista |
| Kiribati · köztársaság                            | Anote Tong (2003–2016), lista | elnök tölti be a kormányfői posztot is |
| Marshall-szigetek · köztársaság                   | Kessai Note (2000–2008), lista | elnök tölti be a kormányfői posztot is |
| Mikronézia · köztársaság                          | Joseph J. Urusemal (2003–2007), lista | elnök tölti be a kormányfői posztot is |
| Nauru · köztársaság                               | René Harris (2001–2004) Ludwig Scotty (2004–2007), lista | elnök tölti be a kormányfői posztot is |
| Palau · köztársaság                               | Tommy Remengesau (2001–2009), lista | elnök tölti be a kormányfői posztot is |
| Pápua Új-Guinea · parlamentáris monarchia         | II. Erzsébet Pápua Új-Guinea királynője (1975–2022) Bill Skate (2003–2004) Sir Paulias Matane (2004–2010), főkormányzó * Bougainville autonóm terület John Momis (1999–2005), kormányzó | Sir Michael Somare (2002–2011), lista |
| Pitcairn-szigetek · Egyesült Királyság külbirtoka | II. Erzsébet a Pitcairn-szigetek királynője (1952–2022) Richard Fell (2001–2006), kormányzó Leslie Jacques (2003–), főbiztos | Steve Christian (1999–2004) Jay Warren (2004–2007), polgármester |
| Salamon-szigetek · parlamentáris monarchia        | II. Erzsébet a Salamon-szigetek királynője (1978–2022) John Lapli (1999–2004) Nathaniel Waena (2004–2009), főkormányzó | Allan Kemakeza (2001–2006), lista |
| Szamoa · parlamentáris monarchia                  | Malietoa Tanumafili II (1962–2007), Szamoai O le Ao o le Malo | Tuilaepa Aiono Sailele Malielegaoi (1998–2021), lista |
| Tonga · alkotmányos monarchia                     | IV. Tupou Taufaʻahau király (1965–2006) | Lavaka Ata ʻUlukalala (2000–2006), lista |
| Tuvalu · parlamentáris monarchia                  | II. Erzsébet Tuvalu királynője (1978–2022) Faimalaga Luka (2003–2005), főkormányzó | Saufatu Sopoanga (2002–2004) Maatia Toafa (2004–2006), lista |
| Új-Kaledónia · Franciaország külterülete          | Daniel Constantin (2002–2005), főbiztos | Pierre Frogier (2001–2004) Marie-Noëlle Thémereau (2004–2007), főminiszter |
| Új-Zéland · parlamentáris monarchia               | II. Erzsébet Új-Zéland királynője (1952–2022) · Silvia Cartwright dáma (2001–2006), főkormányzó · * Cook-szigetek Új-Zéland társult állama · Frederick Goodwin (2001–2013), a királynő képviselője · * Niue Új-Zéland társult állama · Silvia Cartwright dáma (2001–2006), főbiztos · * Tokelau-szigetek Új-Zéland területe · Neil Walter (2003–2006), adminisztrátor    | Helen Clark (1999–2008), lista · * Cook-szigetek Új-Zéland autonóm területe · Robert Woonton (2002–2004) · Jim Marurai (2004–2010), lista · * Niue Új-Zéland társult állama · Young Vivian (2002–2008), miniszterelnök · * Tokelau-szigetek Új-Zéland területe · Kolouei O'Brien (2003–2004) · Patuki Isaako (2004–2005), lista |
| Vanuatu · köztársaság                             | John Bani (1999–2004) Kalkot Mataskelekele (2004–2009), lista | Edward Natapei (2001–2004) Ham Lini (2004–2008), lista |
| Wallis és Futuna Franciaország külterülete        | Christian Job (2002–2005), főadminisztrátor | Patalione Kanimoa (2001–2005), közgyűlési elnök |